# Om Gaia
Om Gaia är ett musikalbum som är reggaebandet Kultirations debutalbum. Det släpptes 27 oktober 2004 av det oberoende skivbolaget I-Ration Records.

## Låtlista
1. "Ur Jord" - 5:09
2. "Känn dig själv" - 3:11
3. "Propaganda" - 3:30
4. "Albanija" - 3:08
5. "Sparkar & slag" - 5:25
6. "Andetag" - 4:14
7. "Babylon faller" - 4:19
8. "I mitt blod" - 4:31
9. "Barfota" - 6:03
10. "Ingenting kvar" - 4:31
11. "Bakslag" - 2:32